# 육군예과사관학교
일본 육군예과사관학교(日本 陸軍予科士官学校)는 일본 제국 도쿄시 소재 일본 제국 육군 초급사관학교다. 1887년 8월 10일부터 1945년 8월 29일까지 운영되었다.